# Villy-le-Maréchal
Villy-le-Maréchal est une commune française, située dans le département de l'Aube en région Grand Est.

## Géographie
| Roncenay |                   | Villemereuil  |
|          | Villy-le-Maréchal |               |
| Assenay  |                   | Villy-le-Bois |

### Hydrographie
La commune est dans la région hydrographique « la Seine de sa source au confluent de l'Oise (exclu) » au sein du bassin Seine-Normandie. Elle est drainée par la Mogne, le Fossé 01 des Charmes, l'Ousse et le ruisseau d'Onmont,.
La Mogne, d'une longueur de 17 km, prend sa source dans la commune de Crésantignes et se jette  dans l'Hozain à Isle-Aumont, après avoir traversé 13 communes. 

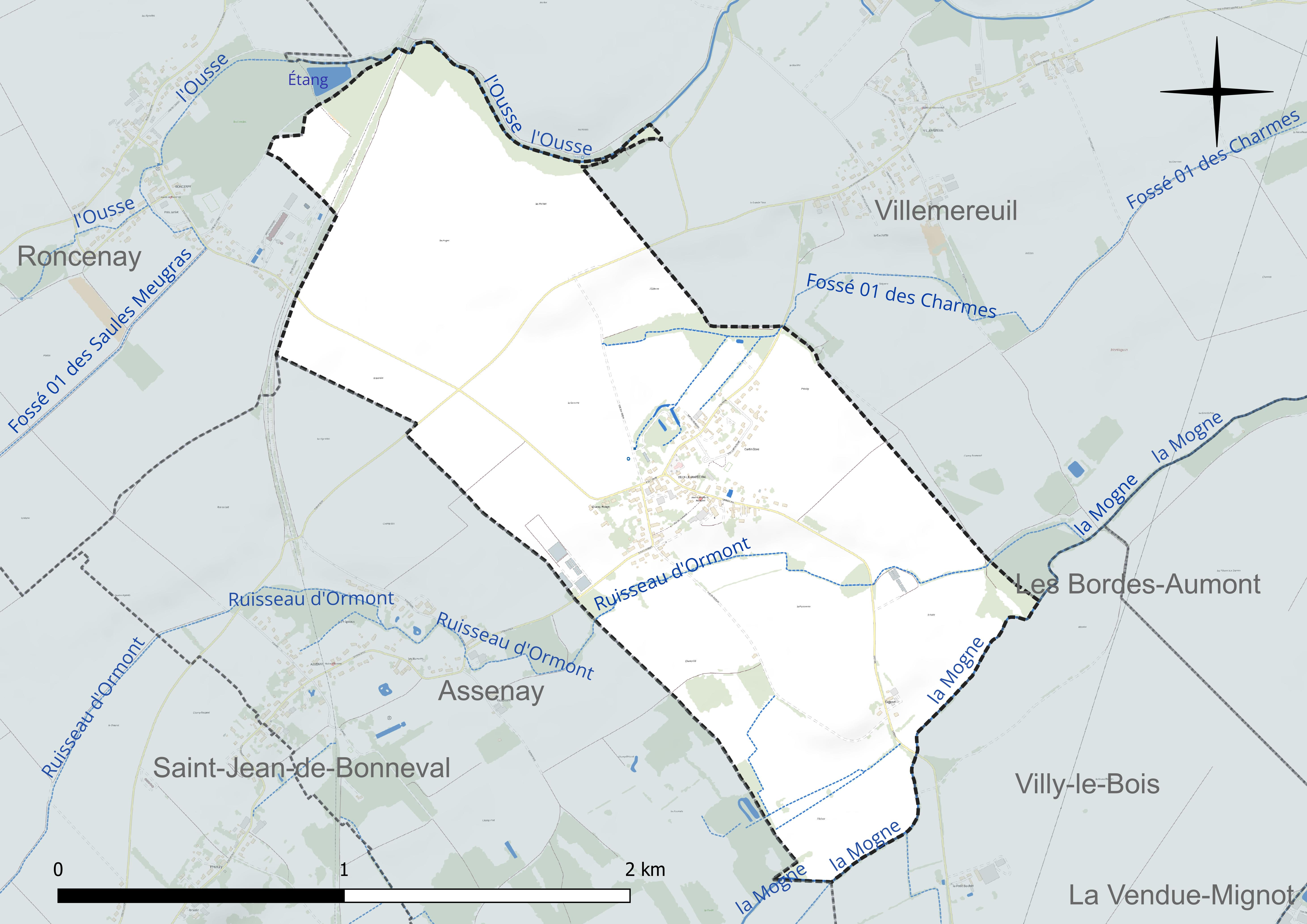
Réseau hydrographique de Villy-le-Maréchal.

### Climat
Pour des articles plus généraux, voir Climat du Grand Est et Climat de l'Aube.
En 2010, le climat de la commune est de type climat océanique dégradé des plaines du Centre et du Nord, selon une étude du Centre national de la recherche scientifique s'appuyant sur une série de données couvrant la période 1971-2000. En 2020, Météo-France publie une typologie des climats de la France métropolitaine dans laquelle la commune est exposée à un climat océanique altéré et est dans la région climatique  Lorraine, plateau de Langres, Morvan, caractérisée par un hiver rude (1,5 °C), des vents modérés et des brouillards fréquents en automne et hiver. 
Pour la période 1971-2000, la température annuelle moyenne est de 10,5 °C, avec une amplitude thermique annuelle de 15,8 °C. Le cumul annuel moyen de précipitations est de 722 mm, avec 11,6 jours de précipitations en janvier et 8,1 jours en juillet. Pour la période 1991-2020, la température moyenne annuelle observée sur la station météorologique de Météo-France la plus proche, « Saint-Pouange », sur la commune de Saint-Pouange à 5 km à vol d'oiseau, est de 11,5 °C et le cumul annuel moyen de précipitations est de 707,5 mm. 
La température maximale relevée sur cette station est de 42,2 °C, atteinte le 24 juillet 2019 ; la température minimale est de −21 °C, atteinte le 9 janvier 1985,,. 
Les paramètres climatiques de la commune ont été estimés pour le milieu du siècle (2041-2070) selon différents scénarios d'émission de gaz à effet de serre à partir des nouvelles projections climatiques de référence DRIAS-2020. Ils sont consultables sur un site dédié publié par Météo-France en novembre 2022.

## Urbanisme

### Typologie
Au 1er janvier 2024, Villy-le-Maréchal est catégorisée commune rurale à habitat dispersé, selon la nouvelle grille communale de densité à 7 niveaux définie par l'Insee en 2022.
Elle est située hors unité urbaine. Par ailleurs la commune fait partie de l'aire d'attraction de Troyes, dont elle est une commune de la couronne,. Cette aire, qui regroupe 209 communes, est catégorisée dans les aires de 200 000 à moins de 700 000 habitants,.

### Occupation des sols
L'occupation des sols de la commune, telle qu'elle ressort de la base de données européenne d’occupation biophysique des sols Corine Land Cover (CLC), est marquée par l'importance des territoires agricoles (96,9 % en 2018), une proportion identique à celle de 1990 (96,9 %). La répartition détaillée en 2018 est la suivante : 
terres arables (73,2 %), zones agricoles hétérogènes (23,8 %), forêts (3,1 %). L'évolution de l’occupation des sols de la commune et de ses infrastructures peut être observée sur les différentes représentations cartographiques du territoire : la carte de Cassini (XVIIIe siècle), la carte d'état-major (1820-1866) et les cartes ou photos aériennes de l'IGN pour la période actuelle (1950 à aujourd'hui).

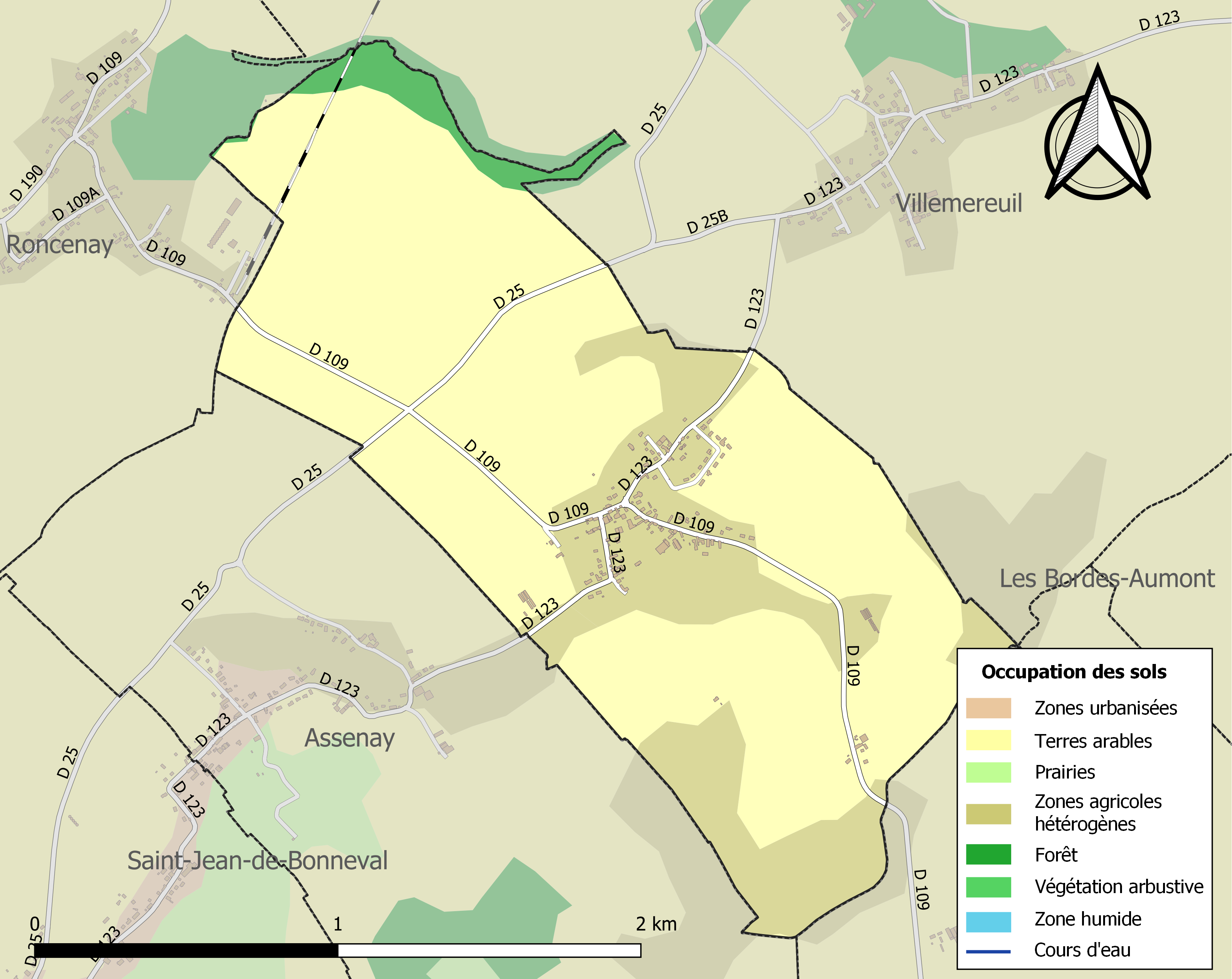
Carte des infrastructures et de l'occupation des sols de la commune en 2018 (CLC).

## Histoire
Habité au temps romain car furent trouvés plusieurs cercueils de pierre et une lance de cette époque au lieu-dit les Auges. Citée ensuite en 1189 par Villehardouin, qui était seigneur de Villehardouin et de Villy, dans un don à sa fille Adelaïde. Une autre partie relevait du fief de Chappes et avait le motte à Villy.
A la fin du XIIIe siècle, le village de Villy prend le nom de Villy-le-Maréchal en mémoire de Guillaume Ier de Villy, maréchal de Champagne et petit-fils du chroniqueur Geoffroi de Villehardouin.
Guillaume Molé, marchand drapier et bourgeois de Troyes était seigneur de Villy-le-Maréchal vers 1450. Le dernier seigneur était Alexandre de la Michodière, comte d'Hauteville. En 1789, Villy relevait de l'intendance et de la généralité de Châlons, de l'élection et du bailliage de Troyes.

## Politique et administration

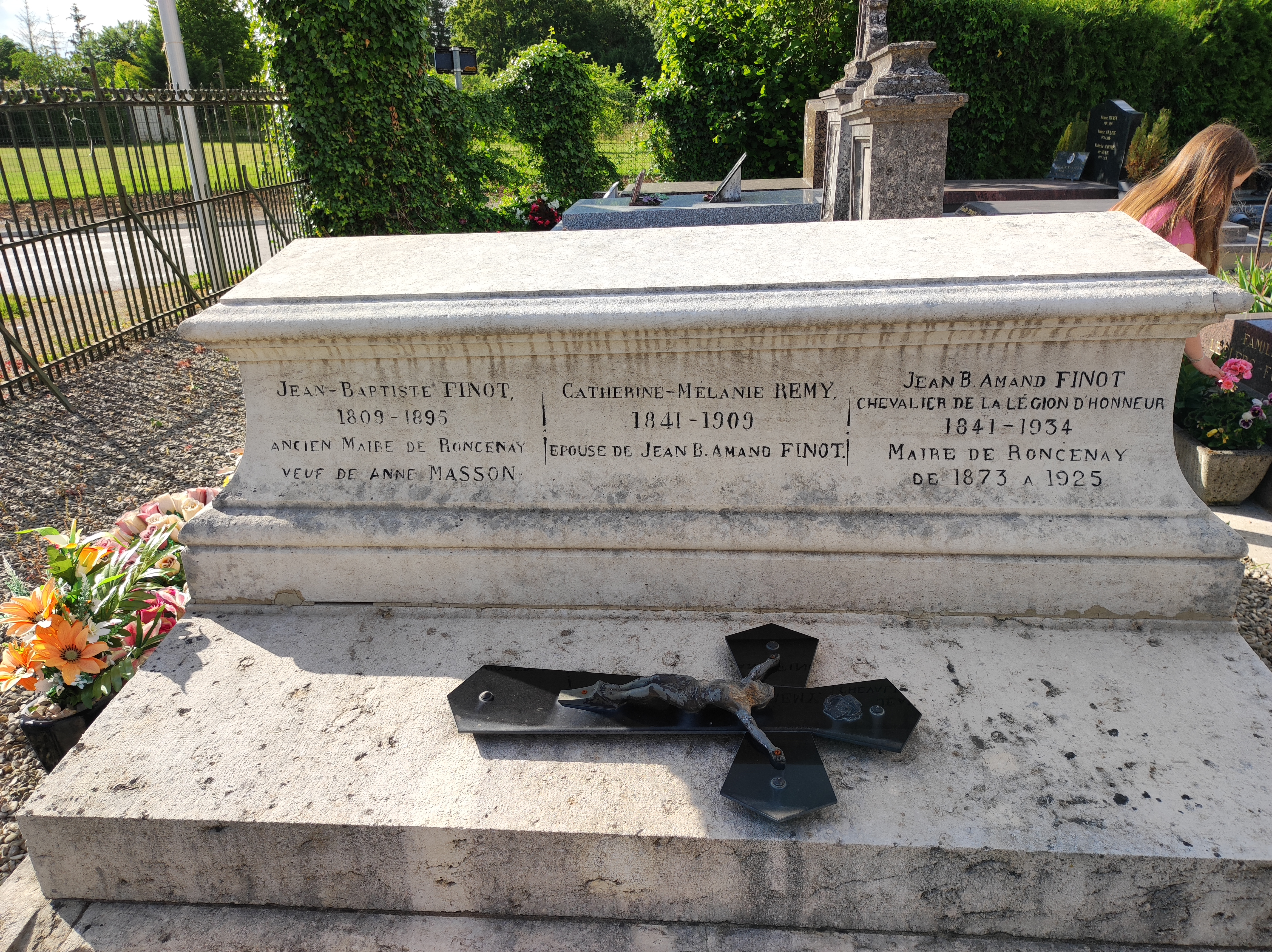

Du 29 janvier au 29 novembre 1790, Villy était du canton de Bouilly, avant de passer à celui de st-Jean-de-Bonneval. En l'an IX Villy repasse au canton de Bouilly.
| Période                                  | Période  | Identité               | Étiquette | Qualité          |
| ---------------------------------------- | -------- | ---------------------- | --------- | ---------------- |
| mars 2001                                | En cours | M. Jean-Claude Leclerc | DVD       | Salarié agricole |
| Les données manquantes sont à compléter. |          |                        |           |                  |

## Démographie

### Évolution démographique
L'évolution du nombre d'habitants est connue à travers les recensements de la population effectués dans la commune depuis 1793. Pour les communes de moins de 10 000 habitants, une enquête de recensement portant sur toute la population est réalisée tous les cinq ans, les populations de référence des années intermédiaires étant quant à elles estimées par interpolation ou extrapolation. Pour la commune, le premier recensement exhaustif entrant dans le cadre du nouveau dispositif a été réalisé en 2004.

En 2022, la commune comptait 192 habitants, en évolution de +1,59 % par rapport à 2016 (Aube : +0,7 %, France hors Mayotte : +2,11 %).
| 1793 | 1800 | 1806 | 1821 | 1831 | 1836 | 1841 | 1846 | 1851 |
| ---- | ---- | ---- | ---- | ---- | ---- | ---- | ---- | ---- |
| 211  | 220  | 203  | 196  | 216  | 228  | 217  | 202  | 221  |

| 1856 | 1861 | 1866 | 1872 | 1876 | 1881 | 1886 | 1891 | 1896 |
| ---- | ---- | ---- | ---- | ---- | ---- | ---- | ---- | ---- |
| 209  | 193  | 194  | 168  | 159  | 160  | 160  | 137  | 125  |

| 1901 | 1906 | 1911 | 1921 | 1926 | 1931 | 1936 | 1946 | 1954 |
| ---- | ---- | ---- | ---- | ---- | ---- | ---- | ---- | ---- |
| 114  | 131  | 116  | 97   | 118  | 112  | 118  | 129  | 122  |

| 1962 | 1968 | 1975 | 1982 | 1990 | 1999 | 2004 | 2006 | 2009 |
| ---- | ---- | ---- | ---- | ---- | ---- | ---- | ---- | ---- |
| 108  | 111  | 123  | 140  | 135  | 132  | 135  | 133  | 159  |

| 2014 | 2019 | 2022 | - | - | - | - | - | - |
| ---- | ---- | ---- | - | - | - | - | - | - |
| 181  | 186  | 192  | - | - | - | - | - | - |

### Pyramide des âges
La population de la commune est relativement jeune.
En 2018, le taux de personnes d'un âge inférieur à 30 ans s'élève à 31,2 %, soit en dessous de la moyenne départementale (35,2 %). À l'inverse, le taux de personnes d'âge supérieur à 60 ans est de 25,3 % la même année, alors qu'il est de 27,7 % au niveau départemental.
En 2018, la commune comptait 103 hommes pour 84 femmes, soit un taux de 55,08 % d'hommes, largement supérieur au taux départemental (48,59 %).
Les pyramides des âges de la commune et du département s'établissent comme suit.
| Hommes | Classe d’âge | Femmes |
| ------ | ------------ | ------ |
| 1,0    | 90 ou +      | 1,2    |
| 7,8    | 75-89 ans    | 7,1    |
| 13,7   | 60-74 ans    | 20,2   |
| 21,6   | 45-59 ans    | 17,9   |
| 19,6   | 30-44 ans    | 28,6   |
| 13,7   | 15-29 ans    | 7,1    |
| 22,5   | 0-14 ans     | 17,9   |

| Hommes | Classe d’âge | Femmes |
| ------ | ------------ | ------ |
| 0,8    | 90 ou +      | 2,1    |
| 7,4    | 75-89 ans    | 10,2   |
| 17,4   | 60-74 ans    | 18,4   |
| 19,4   | 45-59 ans    | 19     |
| 17,8   | 30-44 ans    | 17,3   |
| 18,3   | 15-29 ans    | 15,9   |
| 19     | 0-14 ans     | 17,1   |

## Lieux et monuments
- Église de la Nativité-de-la-Vierge, classé ISMH.

- La Commune de Villy-le-Maréchal abrite deux calvaires.

La première se trouve sur la D109 à la sortie de Villy-le-Maréchal pour aller à Roncenay, où on peut lire sur son socle"Cette croix a été érigée par les soins et en mémoire de Virey Leclère, de Marguerite, Philippe Vve Virey et de Berthelin Ruinet, sous l'invocation de saint Louis,LE 9 octobre 1864".

La seconde se trouve sur le Chemin du Lavoir où on peut lire sur son socle"Saint Antoine,priez pour nous.A laémoire de Jean Baptiste Finot père,de Léon Finot, son fils et de Pierre Renant, maire de Villy-le-Maréchal,d'Anne Mérat, son épouse, 1859".

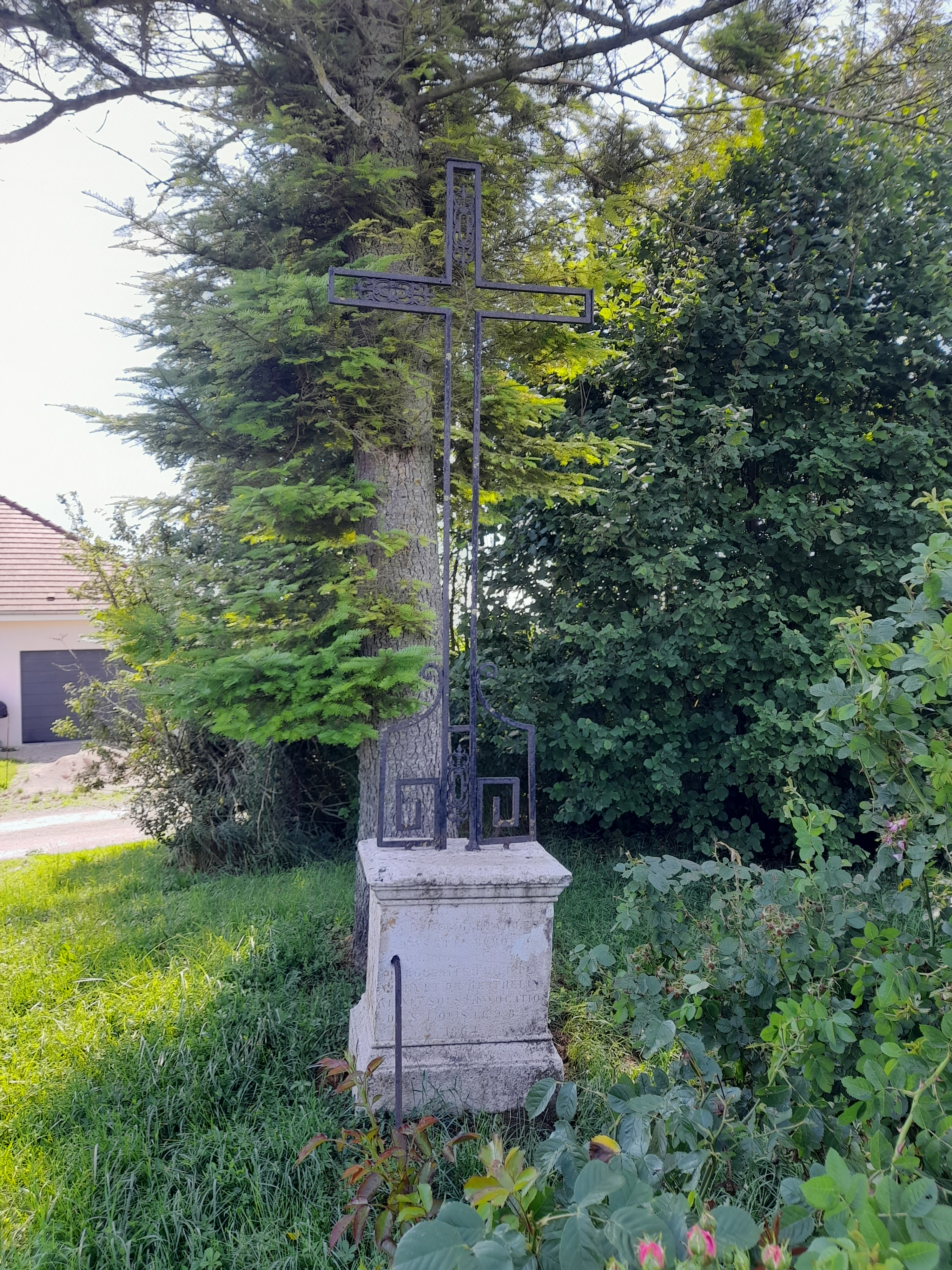
Calvaire situé sur la D109 à la sortie de Villy-le-Maréchal en direction de Roncenay.
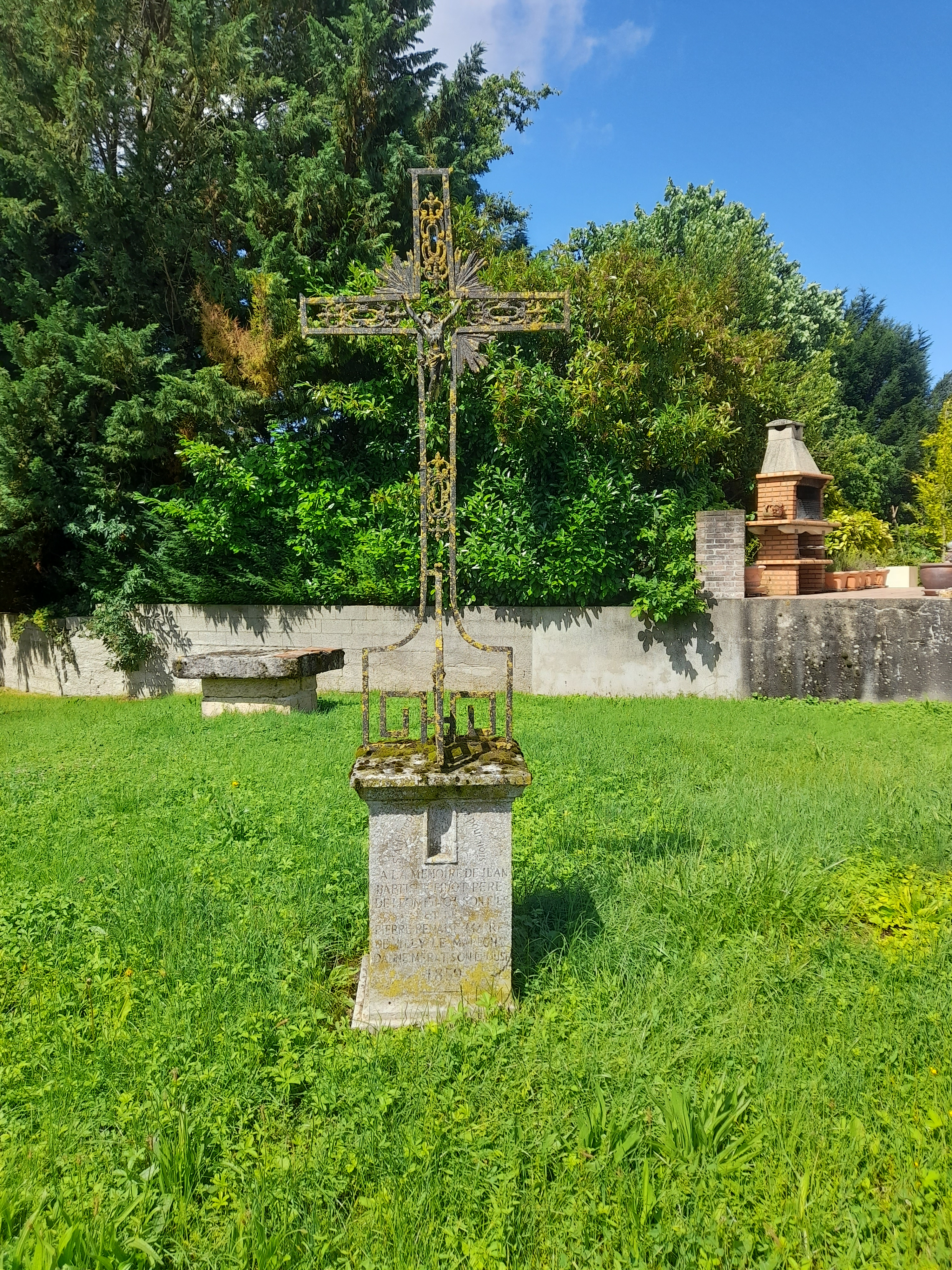
Calvaire située sur le Chemin du Lavoir

## Personnalités liées à la commune
- Geoffroy Le chroniqueur de Villehardouin, chevalier croisé (1190-1194), seigneur de Villehardouin et de Villy-le-Maréchal. Né vers 1148 - Villehardouin (FRA), décédé avant 12 juin 1212 - Thrace (MKD). Maréchal de Champagne (1185-1202), maréchal de Romanie (1204-1212).
- Érard I de Villehardouin, seigneur de Villy-le-Maréchal, de Villehardouin et de Lezinnes. Né vers 1175, décédé le 1er juillet 1224, à l'âge de peut-être 49 ans. Maréchal de Champagne, son fils Guillaume eut les mêmes titres et charges.
- Guillaume Molé, marchand à Troyes, maréchal sous Charles VII,  seigneur de Villy-le-Maréchal au début du XVe siècle,
- Jean Molé, seigneur de Villy-le-Maréchal, fils du précédent.